# Prințesa Michael de Kent
Prințesa Michael de Kent (Baroneasa Marie Christine Anna Agnes Hedwig Ida; născută von Reibnitz; n. 15 ianuarie 1945) este o membră a Familiei Regale Britanice, de origine germană și maghiară. Este căsătorită cu Prințul Michael de Kent, nepot al regelui George al V-lea și văr primar al reginei Elisabeta a II-a.

## Biografie

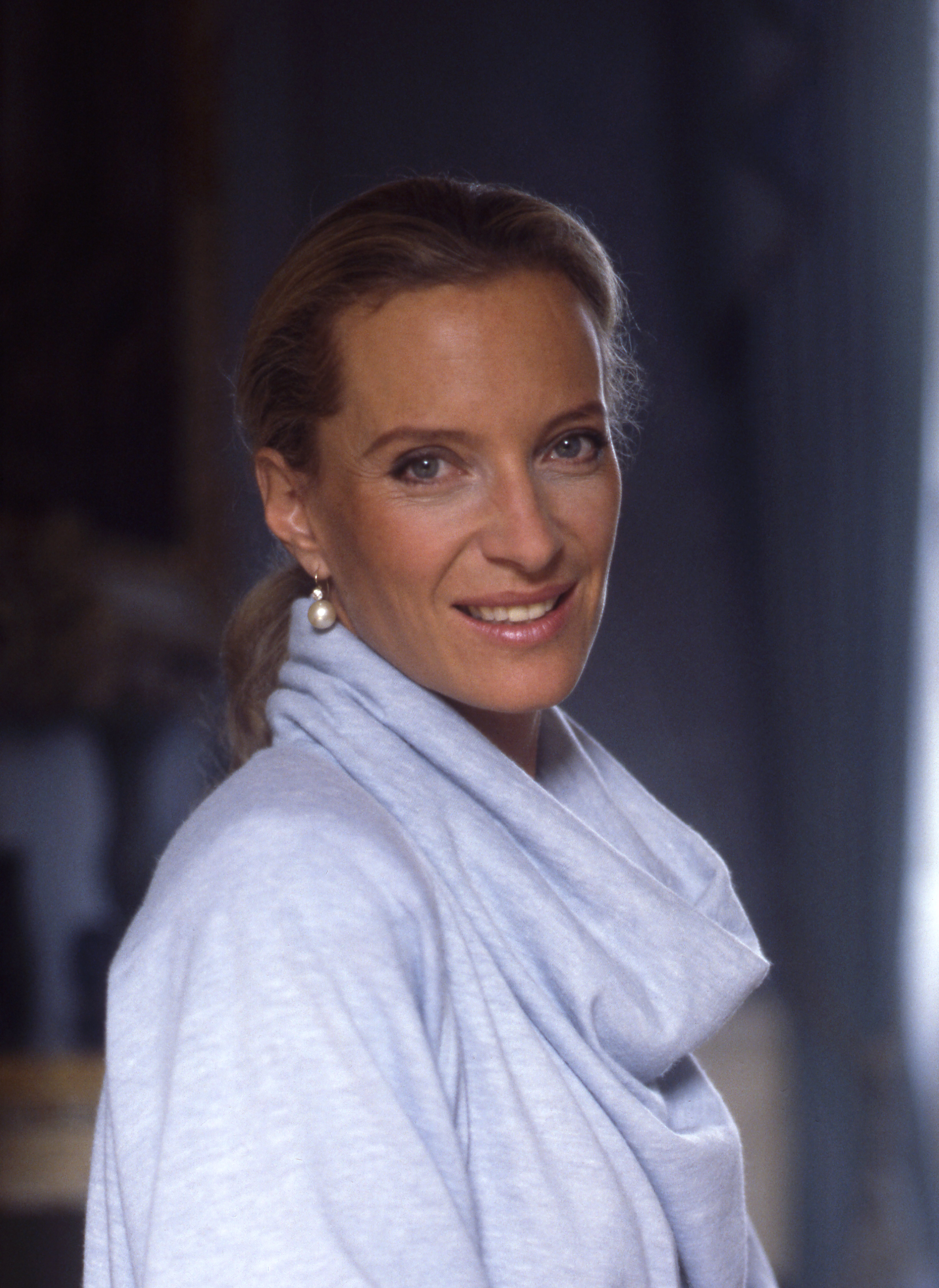
Portret al Prințesei de Kent, de Allan Warren, 1999.

Marie Christine este scriitoare, iar în trecut a lucrat și ca designer de interior. A publicat mai multe cărți despre familiile regale din Europa. De asemenea, participă alături de soțul ei la unele evenimente publice. De obicei, familia de Kent nu are atribuții regale, deși uneori au reprezentat-o pe regina Elisabeta a II-a peste hotare.
Prințul și prințesa Michael de Kent s-au căsătorit în 1978 la Viena și au doi copii:
- Lordul Frederick Windsor (n. 6 aprilie 1979), căsătorit cu Sophie Winkleman, cu care are două fiice;
- Lady Gabriella Kingston (n. 23 aprilie 1981), căsătorită cu Thomas Kingston.